# Christian Lutz
Christian Lutz est un photographe documentaire indépendant suisse, né le 27 mai 1973 à Genève en Suisse.
Il est nommé photographe suisse de l’année par le Swiss Press Photo Award en 2011, et photographe suisse de l’année par la Swiss Photo Academy en 2020.

## Biographie
Christian Lutz est né à Genève en 1973. Diplômé de l'ESA 75, École Supérieure des Arts et de l'Image de Bruxelles. 
Entre 2003 et 2012, il réalise une trilogie photographique sur le thème du pouvoir : politique d’abord avec Protokoll en 2007, économique dans Tropical Gift en 2010, et religieux avec In Jesus’ Name en 2012. Ce travail fera l’objet de nombreuses expositions et de publications. 
En 2013, il est contraint de retirer de la vente son livre In Jesus' Name publié aux éditions Lars Muller, à la suite d’une action en justice de l’International Christian Fellowship (ICF) de Zurich,. Le Musée de l’Elysée à Lausanne exposera cette série, expurgée, en 2013. Le contentieux prendra fin par le retrait des plaintes de l'ICF en septembre 2014. 
Christian Lutz rejoint en 2007 l’agence Vu avant de cofonder en 2017 l’agence Maps. Il vit et travaille à Genève. 

## Publications
- Protokoll, Éditions Lars Muller,  Zürich , 2007,  (ISBN 978-3037781104)
- Tropical Gift, Éditions Lars Muller,  Zürich, 2011,  (ISBN 978-3-03778-226-2)[7]
- In Jesus' Name, Éditions Lars Muller, Zürich, 2011. (Retiré de la vente)[3]
- Libellules, Éditions Héros-Limite & BAL, Genève, 2015,  (ISBN 978-2-940517-24-4)[8]
- Insert Coins, Éditions André Frère, Paris, 2016  (ISBN 9791092265293) [2]
- The Pearl River, Éditions Patrick Frey, Zürich, 2019,  (ISBN 978-3-906803-89-0)[9]

## Expositions
Liste non exhaustive
- 2013 : In Jesus' Name, Musée de l’Elysée à Lausanne[3],[5]
- 2019 : Eldorado, 50e Rencontres de la photographie d'Arles[9]

## Prix et distinctions
- 2008 : Prix suisse de la photographie (ewz Selection) pour Protokoll[2]
- 2011 : Photographe suisse de l’année - Swiss Press Photo Award[6]
- 2011 : 1er prix Swiss Press Photo Award - catégorie étranger[6]
- 2011 : German Photo Book Award pour Tropical Gift
- 2014 : 2e place Swiss Press Photo Award - catégorie étranger[6]
- 2015 : 2e place Swiss Press Photo Award - catégorie portrait[6]
- 2018 : L’enquête photographique genevoise[10]
- 2019 : Grand prix international du Festival Image de Vevey pour Tropical Gift[2]
- 2020 : Prix du photographe suisse de l’année de la Swiss Photo Academy[11]
- 2020 : 2e place Swiss Press Photo Award - catégorie sport[6]
- 2020 : Grand prix ISEM de la photo documentaire pour son projet Citizen[2]

### Décoration
- Officier de l'ordre des Arts et des Lettres (2024)[12]